# ۷۲ (میلادی)
۶۹ ۷۰ ۷۱ - ۷۲ - ۷۳ ۷۴ ۷۵

سال ۷۲ (LXXII) سال کبیسه در روز چهارشنبه (لینک خواهد شد تقویم کامل نمایش داده شود) از تقویم جولیان شروع شد. در آن زمان، آن را به عنوان سال Consulship آگوستوس و Vespasianus (یا کمتر، سال ۸۲۵ condita urbe آب) شناخته شده بود.فرقه ۷۲ برای این سال بوده است پس از دوره اولیه قرون وسطی استفاده می شود، زمانی که بعد از میلاد مسیح تقویم دوران روش رایج در اروپا برای سال نامگذاری شد.

## رویدادها
بر اساس مکان
امپراتوری روم
- آنتیوخوس چهارم، پادشاه سوریه، توسط امپراتور وسپاسیان از سلطنت برکنار شد.[۱]
- وسپاسیان و تیتوس کنسول‌های رومی هستند.
- جنگ اول یهودیان و رومیان: ارتش روم (لژیون دهم فرتنسیس) به فرماندهی سکستوس لوسیلیوس باسوس، پادگان یهودی ماکائروس را در دریای مرده محاصره کرد. پس از تسلیم شدن آنها، به زیلوت‌ها اجازه داده شد تا قبل از نابودی قلعه، آن را ترک کنند.[۲]
- رومی‌ها ماسادا، قلعه‌ای صحرایی که در اختیار سیکاری‌ها بود، را محاصره کردند.
- فلاویا نیاپولیس (نابلس) تأسیس شد.
- وسپاسیان ساخت کولوسئوم را آغاز می‌کند؛ این آمفی‌تئاتر برای بازی‌های گلادیاتوری و نمایش‌های عمومی مانند نبردهای دریایی، بازسازی نبردهای معروف و نمایش‌های اساطیر کلاسیک استفاده می‌شود.

## زادگان
- جولیا بالبیلا، پرنسس کوماژن